# De Dion-Bouton 25 CV

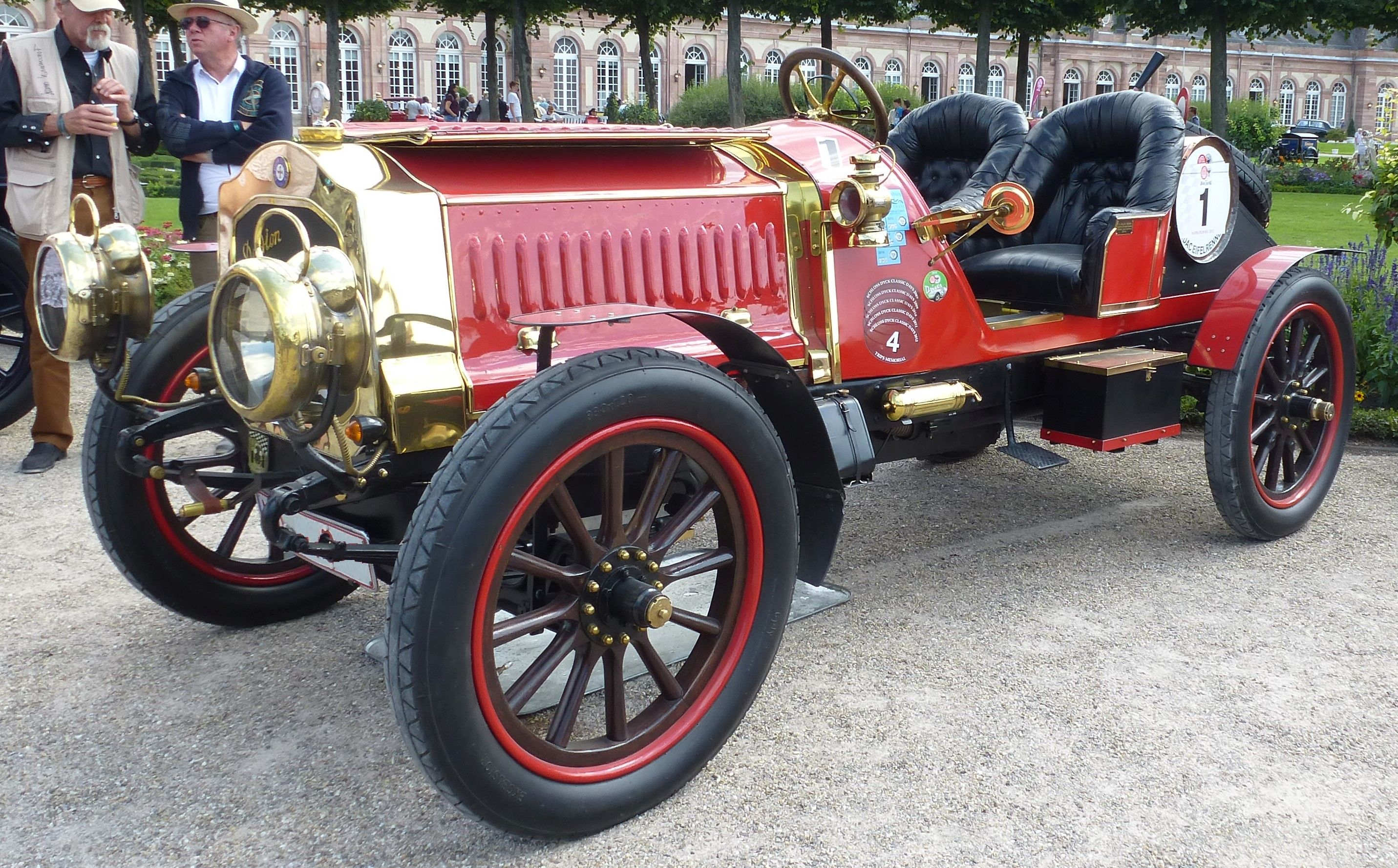
De Dion-Bouton Type CU

Der De Dion-Bouton 25 CV war eine Pkw-Modellreihe des französischen Automobilherstellers De Dion-Bouton aus der Zeit vor dem Zweiten Weltkrieg. Dabei stand das CV für die Steuer-PS. Zu dieser Modellreihe gehörten:
- De Dion-Bouton Type BT (1908–1909)
- De Dion-Bouton Type CI (1910)
- De Dion-Bouton Type CN (1910)
- De Dion-Bouton Type CU (1911)
- De Dion-Bouton Type DL (1912)
- De Dion-Bouton Type EB (1912–1913)
- De Dion-Bouton Type ET (1913–1914)
- De Dion-Bouton Type EV (1913–1914)